# (31638) 1999 GL32
1999 GL32 (asteroide 31638) é um asteroide da cintura principal. Possui uma excentricidade de 0.21012170 e uma inclinação de 16.61626º.
Este asteroide foi descoberto no dia 7 de abril de 1999 por LINEAR em Socorro.